# Dafne Keen
Dafne Keen (tên khai sinh Daphne Keen Fernández; sinh ngày 4 tháng 1 năm 2005) là một nữ diễn viên người Tây Ban Nha - Anh, được biết đến với vai diễn Ana "Ani" Cruz Oliver trong show truyền hình The Refugees, và dị nhân Laura / X-23 trong bộ phim Logan (2017).

## Cuộc đời và sự nghiệp
Cô là con gái của nam diễn viên người Anh Will Keen và diễn viên, đạo diễn, biên kịch người Tây Ban Nha María Fernández Ache.
Keen có vai diễn đầu tiên của mình trong show truyền hình The Refugees cùng với cha cô với nhân vật Ana "Ani" Cruz Oliver.
Keen tham gia diễn vai chính trong phim Logan (2017). Trong phim cô vào vai nhân vật dị nhân Laura (X-23) con gái nhân bản vô tính của Wolverine.

## Phim đã tham gia

### Điện ảnh
| Năm  | Phim                 | Vai diễn     | Ghi chú         |
| ---- | -------------------- | ------------ | --------------- |
| 2017 | Logan                | Laura / X-23 | Ra mắt điện ảnh |
| 2020 | Ana                  | Ana          |                 |
| 2024 | Deadpool & Wolverine | Laura / X-23 |                 |

### Truyền hình
| Năm       | Tiêu đề            | Vai                          | Ghi chú                    |
| --------- | ------------------ | ---------------------------- | -------------------------- |
| 2014–2015 | The Refugees       | Ana "Ani" Cruz Oliver        | Recurring role; 7 episodes |
| 2019–2022 | His Dark Materials | Lyra Belacqua / Silvertongue | Main role                  |
| 2024      | The Acolyte        | Jecki Lon                    | Main role                  |

### Audio
| Year | Title                     | Role              | Notes               |
| ---- | ------------------------- | ----------------- | ------------------- |
| 2021 | The Battersea Poltergeist | Shirley Hitchings | BBC Radio 4 podcast |

### Video âm nhạc
| Year | Title          | Role    | Artist(s)   |
| ---- | -------------- | ------- | ----------- |
| 2021 | "Let it Bloom" | Herself | Teo Planell |